# 梅亚克
梅亚克（法語：Meillac，法語發音：[mɛjak]）是法国伊勒-维莱讷省的一个市镇，属于圣马洛区。

## 地理
梅亚克（48°24'44"N, 1°48'48"W）面积32.21 平方千米，位于法国布列塔尼大區伊勒-维莱讷省，该省份为法国西北部沿海省份，位于布列塔尼半岛东部，北濒大西洋，西接阿摩尔滨海省和莫尔比昂省，南至大西洋卢瓦尔省，西南端接曼恩-卢瓦尔省，东临马耶讷省，东北与芒什省接壤。
与梅亚克接壤的市镇（或旧市镇、城区）包括：博讷曼、拉沙佩勒奥菲尔特兹梅昂、孔堡、普勒格讷克、梅尼勒罗克。

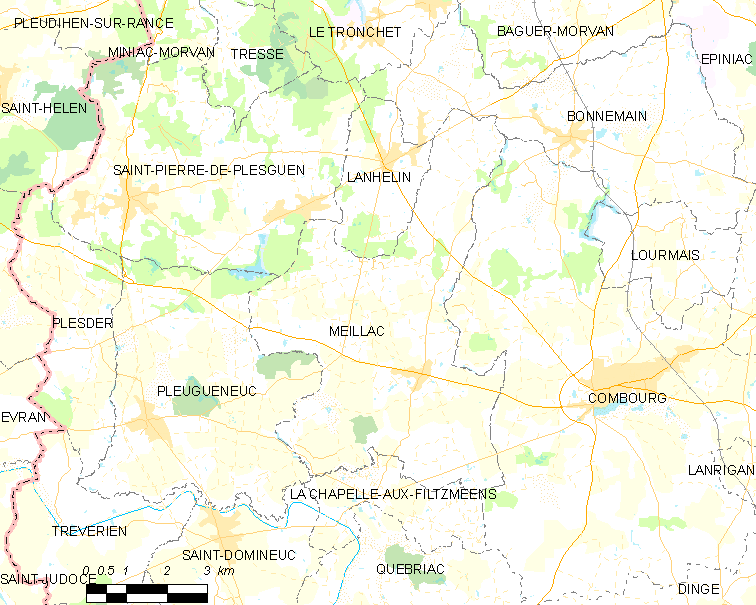
梅亚克的OSM定位图

梅亚克的时区为UTC+01:00、UTC+02:00（夏令时）。

## 行政
梅亚克的邮政编码为35270，INSEE市镇编码为35172。

## 政治
梅亚克所属的省级选区为孔堡县。

## 人口

1962-2008年间梅亚克人口变化图示

梅亚克于2022年1月1日时的人口数量为1975人。